# Anya Monzikova

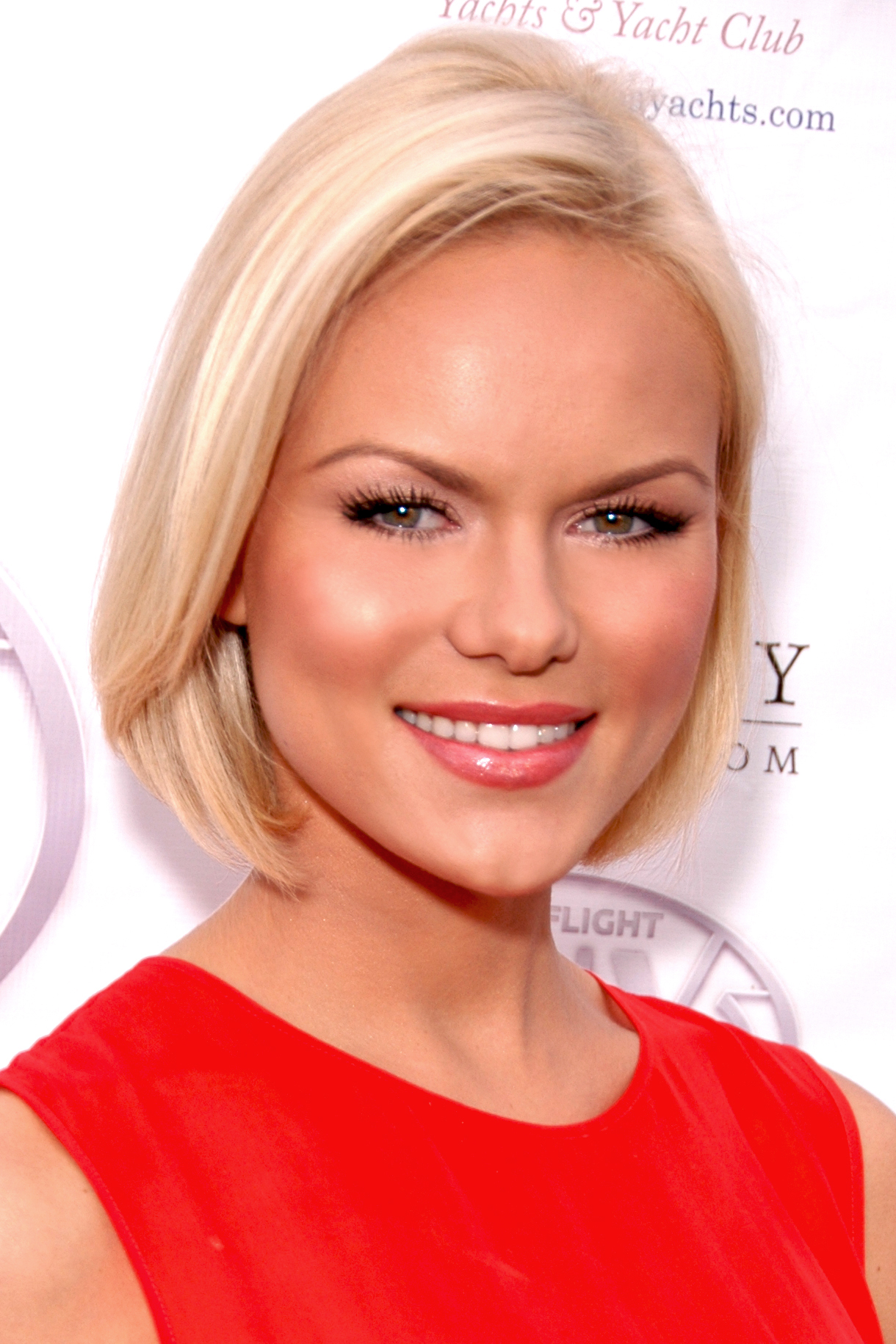
Anya Monzikova (2008)

Anya Monzikova (russisch А́ня Мо́нзикова; * 25. August 1984 in Wologda, Sowjetunion) ist eine russisch-amerikanische Schauspielerin und ein Model.

## Leben und Karriere
Im Alter von acht Jahren zog ihre Familie von Wologda nach Florida.

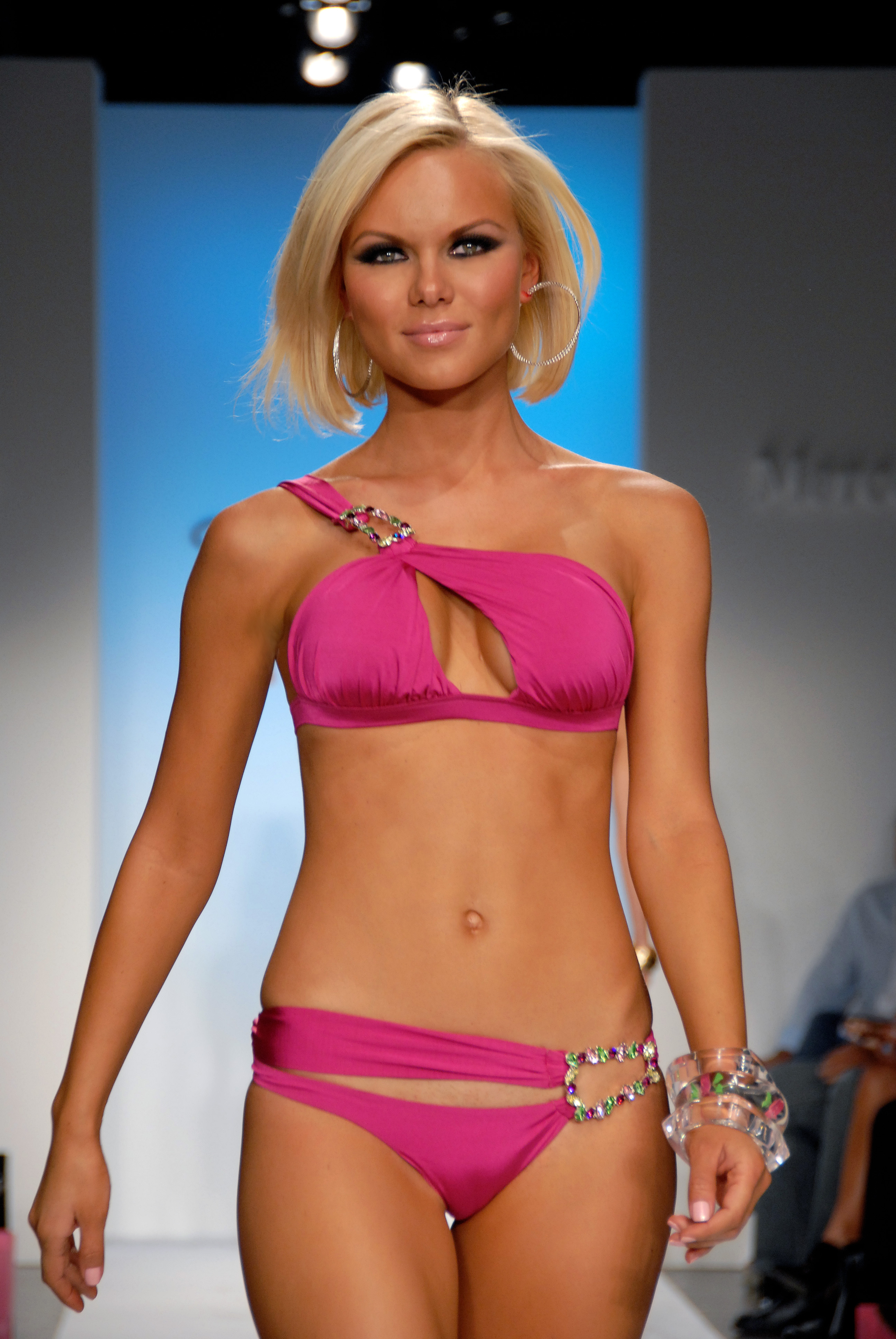
Monzikova auf dem Laufsteg im Rahmen der LA Fashion Week (2008)

Monzikova gab ihr Schauspieldebüt 2005 in dem Kurzfilm Gigi. Als Kofferträgerin in der Fernsehspielshow Deal or No Deal war Monzikova im Jahr 2006 zu sehen. Anschließend war sie als Model in The Tonight Show with Jay Leno , Jimmy Kimmel Live! und in der Fernsehserie Medium – Nichts bleibt verborgen zu sehen. Im Jahr 2007 erhielt sie eine Rolle als Richie Rita in CSI: Miami für eine Folge sowie als Jessica Jaynes in CSI: Den Tätern auf der Spur im Jahr darauf. In diesem Jahr spielte sie in der Filmkomödie Tropic Thunder von und mit Ben Stiller, in der Folge Durch die Blume der Serie Life neben Damian Lewis, sowie in zwei Folgen der Actionserie Knight Rider mit. Im Jahr 2009 sah man Monzikova in dem Science-Fiction-Film Surrogates – Mein zweites Ich neben Bruce Willis und Radha Mitchell vor der Kamera. Als Rebeka stand sie 2010 in Iron Man 2 vor der Kamera, dabei spielte sie an der Seite von Robert Downey Jr., Samuel L. Jackson, Gwyneth Paltrow und Mickey Rourke. Ein Jahr später spielte Monzikova in dem Horrorfernsehfilm Zombia Apocalypse neben Ving Rhames und Taryn Manning den Charakter Sara.
Im Filmjahr 2012 stand sie für die Fernsehproduktionen In Plain Sight – In der Schusslinie, Layover und Aspen the Series vor der Kamera. Des Weiteren spielte sie in den beiden Fernsehserien Body of Proof und Bones – Die Knochenjägerin für je eine Episode mit, die 2013 erschienen.

## Filmografie (Auswahl)
- 2005: Gigi (Kurzfilm)
- 2006–2010: Deal or No Deal
- 2007: Medium – Nichts bleibt verborgen (Medium, Fernsehserie, Folge 3x21 Wenn Köpfe rollen)
- 2007: Loveless in Los Angeles
- 2007: CSI: Miami (Fernsehserie, Folge 6x07 Keiner mehr an deiner Seite)
- 2008: CSI: Den Tätern auf der Spur (CSI: Crime Scene Investigation, Fernsehserie, Folge 8x14 Bündnis mit dem Bösen)
- 2008: Tropic Thunder
- 2008: Life (Fernsehserie, Folge 2x11 Durch die Blume)
- 2008: Knight Rider (Fernsehserie, zwei Folgen)
- 2009: Surrogates – Mein zweites Ich (Surrogates)
- 2010: Iron Man 2
- 2011: Taste of Suomi (Kurzfilm)
- 2011: Femme Fatales (Fernsehserie, Folge 1x03 Something Like Murder )
- 2011: Zombie Apocalypse (Fernsehfilm)
- 2012: Melissa & Joey (Fernsehserie, 3 Folgen)
- 2012: In Plain Sight – In der Schusslinie  (In Plain Sight, Fernsehserie, Folge 5x08 All’s Well That Ends)
- 2012: Layover (Fernsehfilm)
- 2013: Body of Proof (Fernsehserie, Folge 3x06 Fallen Angel)
- 2013: Bones – Die Knochenjägerin (Bones, Fernsehserie, Folge 8x11 Die Jahrtausende und die Gewalt)
- 2015: Seeking Dolly Parton
- 2015: Castle (Fernsehserie, Folge 8x07 The Last Seduction)